# Baume & Mercier
Baume et Mercier — швейцарский производитель часов класса люкс. Одна из старейших компаний-производителей часов и часовых механизмов новейшего времени, ведёт свою историю с 1830 года.
Компания входит в элитную часовую группу Richemont — одну из ведущих мировых компаний в области люксовых брендов. Помимо Baume & Mercier в группу также входят и другие элитные ювелирно-часовые дома: A. Lange & Söhne, Vacheron Constantin, Jaeger-LeCoultre, Cartier, Piaget, IWC, Panerai, Van Cleef & Arpels, Montblanc.
Часовой дом Baume & Mercier — шестой по старшинству в мире, если считать только его непрерывную историю с момента основания в 1830 году и до нынешних времен. Если же принять во внимание, что Луи-Жозеф Бом изобрел собственный часовой механизм ещё в 1542 году, а в 1610 году его сын Ле-Буа Луи-Жозеф Бом открыл первое часовое ателье в Ле-Буа в Швейцарии, где продавал и ремонтировал часы собственного производства, то часовой бренд Baume & Mercier и вовсе окажется старейшим, почти на 200 лет опережая патриарха непрерывно существующих часовых брендов — Blancpain (1735 г.).

## История
История компании уходит корнями в 1542 год, когда французский мастер Луи-Жозеф Бом изобрел собственный часовой механизм.
В 1610 году в маленькой швейцарской деревушке Ле-Буа Луи-Жозеф Бом открыл первое ателье, где продавал и ремонтировал часы собственного производства. В 1830 году Братья Луи-Виктор и Пьер-Жозеф Селестен, продолжая дело прадеда (Луи-Жозеф Бома), основали в Ле-Буа компанию Société Baume Frères («Братья Бом», Baume Brothers). В 1834 году члены семьи Бом основали фирму «Société Baume Frères» в селении Les Bois в кантоне Юра. Сначала фирма выпускала карманные часы. В 1840 году братья Бом изобрели новый регулятор хода для карманных часов. В 1844 году Жозеф Селестен Бом (фр. Joseph Celestin Baume) приехал в Англию, чтобы расширить свой бизнес. Часы с названиями «Waterloo», «Diviko» и «Sirdar» продавались и на удалённых рынках в Австралии и Новой Зеландии.
К концу 19 века компания завоевала мировую известность и превратилась в серьёзного международного игрока, продажи часов шли в мировом масштабе: в Африке, Австралии, Новой Зеландии, Сингапуре и США. Мануфактура Baume Brothers славилась своими карманными хронографами и особенно моделями с
усложнениями — репетиром, полным календарем и турбийоном.
Между 1885 и 1910 годами компания выиграла десять главных премий и семь золотых медалей на международных выставках и шоу в Париже, Мельбурне, Цюрихе, Лондоне, Амстердаме и Чикаго. Будучи невероятно красивыми, и при этом крайне сложными, часы демонстрировали на редкость высокую точность. Baume Brothers ставили рекорды и выигрывали всевозможные состязания на измерение времени.
В 1892 году компания получила престижнейшую награду в обсерватории Кью в Англии за лучший хронометр механизма, состязания были выиграны при помощи карманного хронометра с турбийоном, благодаря которому его высочайшая точность оставалась недосягаемой ещё около десяти лет.
В 1910 году компания под руководством Уильяма Бома переехала в Женеву и начала сотрудничество с женевским ювелиром, большим поклонником искусства Полем Мерсье. Это партнерство привело к созданию в 1920 марки Baume & Mercier в том виде, какой мы её знаем по сей день. С появлением Мерсье, появилась новая корпоративная философия, — высочайшая точность всегда находится рядом с бесконечной элегантностью.
В 1919 году дизайн часов Baume & Mercier был удостоен высшей международной награды «Poincon de Geneve» — знака исключительного мастерства и качества исполнения. Благодаря разработке моделей удобной, отлично сбалансированной формы, компания стала одной из самых активных в области производства наручных часов.
В 1921 Baume & Mercier получила Женевское клеймо — это была максимальная степень признания в мире высокого часового искусства.
В 1950-х компания выпустила модели хронографов, оснащенных функциями указателя фазы Луны и тройным циферблатом с индикацией даты. Часы стали эмблемой пятидесятых. В 2010-х Baume & Mercier вернулась к истокам, создав коллекции «Capeland», «Classima» и «Clifton Line», ориентируясь на успех 50-х.
В 1964 Baume & Mercier впервые использовала свою фирменную эмблему «Ф». Этот символ греческая буква Фи, означает баланс в часовом механизме. Ф — «золотое число», именно так назвал её Леонардо да Винчи в своем руководстве «Божественная пропорция». Эту букву также использовали греческие архитекторы для достижения идеальных пропорций — ведь она геометрически симметрична. Эмблема находится в полной гармонии с основной идеей бренда, часы Baume & Mercier соответствуют этому безупречному равновесию, выточенному за 190 лет приобретенного опыта.
В 1973 Baume & Mercier выиграл престижную международную премию «Golden Rose» в Баден-Баден.
В 1988 Baume & Mercier вошла в состав элитной часовой группы Richemont.
Вековые традиции и постоянное совершенствование технологии сделали часы Baume & Mercier образцовым продуктом люксового сегмента.
Мастера бренда всегда дополняли представительный дизайн и безотказный механизм функциональностью, следуя неизменному лозунгу компании с момента основания: «производить часы только наивысшего качества!».
Сегодня часы Baume & Mercier продаются на пяти континентах, в более чем 100 странах, более чем в 3000 магазинов.

## Галерея
- Раритетные часы под брендом «LeRoy» производимые Baume-et-Mercier на протяжении 1980-х.
- Baume & Mercier Riviera
- Baume & Mercier Geneve (2011)
- Baume & Mercier Capeland collection
- Baume & Mercier Clifton Club